# Trienopa orphana
Trienopa orphana är en insektsart som beskrevs av Melichar 1906. Trienopa orphana ingår i släktet Trienopa och familjen sköldstritar. Inga underarter finns listade i Catalogue of Life.